# قلعة دختر (قز قلعة)
قلعة دختر (بالفارسية: قلعه دختر) هي قلعة تاريخية تعود إلى عصر القرن السابع الهجري، وتقع في مقاطعة ميانة.